# Día Internacional de los Bancos
El Día Internacional de los Bancos es una celebración anual que tiene lugar el 4 de diciembre desde 2020, proclamado por la Asamblea General de las Naciones Unidas en 2019.

## Proclamación
El Día Internacional de los Bancos fue proclamado por la Asamblea General de las Naciones Unidas el 19 de diciembre de 2019. Este día reconoce el significativo papel de los bancos multilaterales de desarrollo y otros bancos internacionales de desarrollo en la financiación del desarrollo sostenible. Estos bancos no operan con fines de lucro como los bancos comerciales; su principal misión es apoyar a los países en desarrollo mediante la provisión de financiación, asesoría técnica y asistencia en la implementación de proyectos que promuevan la erradicación de la pobreza, la reducción de la desigualdad y la lucha contra el cambio climático. Además, estos bancos colaboran estrechamente con gobiernos, el sector privado y otras instituciones para cerrar las brechas de financiamiento en sectores críticos como la infraestructura, la educación y la sostenibilidad ambiental.
La resolución también subraya la importancia de los sistemas bancarios de los Estados miembros en la mejora del nivel de vida de sus poblaciones. Este día busca destacar la capacidad de los bancos para contribuir a la erradicación de la pobreza, la reducción de la desigualdad y la lucha contra el cambio climático, en línea con los Objetivos de Desarrollo Sostenible (ODS) establecidos en la Agenda 2030 para el Desarrollo Sostenible.

## Celebración
La fecha de celebración es el 4 de diciembre, celebrandose por primera vez en 2020. Durante este día, se promueve la cooperación internacional, la innovación financiera y la movilización de recursos para apoyar el desarrollo económico, social y ambiental a nivel global. Las actividades incluyen conferencias, seminarios y eventos organizados por bancos de desarrollo, instituciones financieras y organismos internacionales. Estos eventos buscan discutir estrategias y políticas que maximicen el impacto de los sistemas bancarios en el desarrollo sostenible, reforzando así los objetivos establecidos en la proclamación. Se pone un énfasis particular en cómo la colaboración entre diferentes actores financieros y no financieros puede amplificar los esfuerzos para alcanzar los ODS, mostrando la conexión directa entre la misión de los bancos y las actividades realizadas durante esta jornada.

## Temas
- 2023: Achieve sustainable development goals and improve the global financial architecture,[7]